# Ötzi
Ötzi ou Múmia do Similaun é uma múmia masculina bem conservada com cerca de 5 300 anos. A múmia foi encontrada por um casal de alpinistas, nos Alpes orientais, em 1991, num glaciar perto do monte Similaun, na fronteira da Áustria com a Itália. Ele rivaliza com a múmia egípcia “Ginger” no título de mais velha múmia humana conhecida, e oferece uma visão sem precedentes da vida e hábitos dos homens europeus na Idade do Cobre. Ao morrer, detinha vestimentas que o protegiam do frio, com três camadas de roupas. Estudos revelaram que seu casaco era feito a partir de peles de ovelha e cabra. Quanto às caneleiras, elas acabaram sendo costuradas a partir de couro de cabra. Os cordões dos seus sapatos de couro de vaca foram criados a partir de um auroque (ancestral do boi atual), além de uma capa forrada de fibra da casca da tília, árvore típica no hemisfério norte. Nem todos os itens de vestuário de Ötzi vieram de animais domesticados: a pele veio de urso pardo e a aljava das flechas era feita de pele de veados.

## Etimologia
Ötzi (œʦi), do alemão Ötzi, apelido em homenagem ao seu local de descoberta, o Vale de Ötztal (Alto Ádige) — em alemão Ötztaler Alpen.

## Descoberta

A múmia Ötzi, enquanto ainda congelada na geleira. Fotografada por Helmut Simon no dia em que o corpo foi descoberto, em setembro de 1991.

Ötzi foi encontrado por um casal de montanhistas alemães, Helmut e Erika Simon, em 19 de setembro de 1991. Inicialmente pensaram se tratar de um cadáver moderno, como diversos outros que são encontrados na região mortos por causa do frio.
O corpo foi confiscado pelas autoridades austríacas e levado para Innsbruck, onde sua verdadeira idade foi finalmente estabelecida. Pesquisas posteriores revelaram que o corpo fora encontrado poucos metros além da fronteira, em território italiano. Está exposto no Museu de Arqueologia do Alto Ádige, Bolzano, Itália.

## Análise científica
O corpo foi extensamente examinado, medido, radiografado e datado. Os tecidos e o conteúdo dos intestinos foram examinados ao microscópio, assim como o pólen encontrado nos seus artefatos.

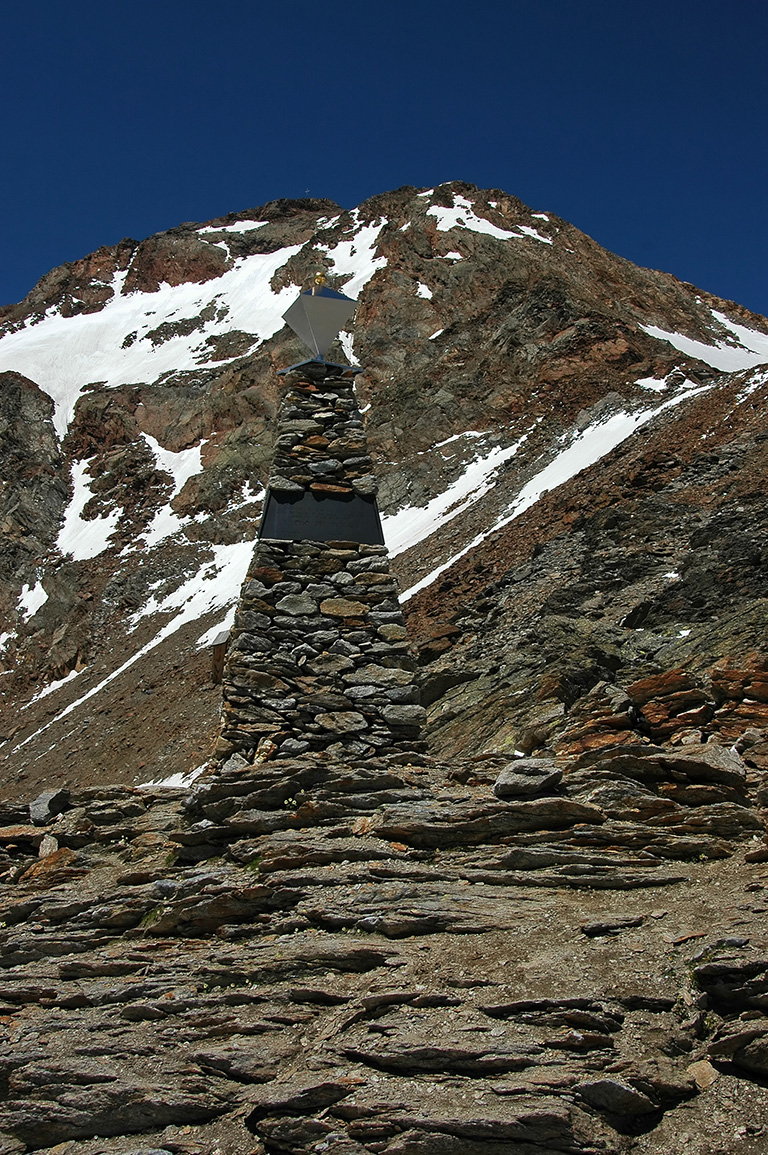
Memorial a Ötzi no Ötztal.

Quando morreu, Ötzi tinha entre 30 e 45 anos e aproximadamente 165 cm de altura. A análise do pólen e da poeira e a composição isotópica do esmalte de seus dentes indica que ele passou sua infância perto da atual aldeia de Feldthurns, ao norte de Bolzano, mas que mais tarde viveu em vales a cerca de 50 km ao norte.
Ele tinha 61 tatuagens, algumas das quais eram localizadas em (ou perto de) pontos que coincidem com os atuais pontos de acupuntura, que podem ter sido feitas para tratar os sintomas de doenças de que Ötzi parece ter sofrido, como parasitas digestivos e artrose. Alguns cientistas acreditam que esses pontos indiquem uma primitiva forma de acupunctura.
Suas roupas, incluindo uma capa de grama entrelaçada e casaco e calçados de couro, eram bastante sofisticadas. Os sapatos eram largos e à prova d'água, aparentemente feitos para caminhar na neve; as solas eram feitas de pele de urso, a parte superior de couro de veado e uma rede feita de cascas de árvores. Tufos de grama macia envolviam o pé dentro do sapato, servindo de isolante térmico.
Outros artefatos encontrados junto a Ötzi foram um machado de lâmina de cobre com cabo de teixo, uma faca de sílex e cabo de freixo, uma aljava cheia de flechas e um arco longo de teixo inacabado que era mais comprido do que Ötzi.
Entre os objetos de Ötzi havia duas espécies de cogumelos, uma das quais (fungo de bétula) é conhecida pelas suas propriedades antibacterianas, e parece ter sido usada para fins medicinais. O outro cogumelo era um tipo de fungo que pega fogo facilmente, incluído com partes do que parece ter sido um kit para começar fogo. O kit continha restos de mais de doze plantas diferentes, além de pirita para a criação de faíscas.

## Análise genética
Um grupo de cientistas sequenciou e publicou o genoma de Ötzi em 2012. Um estudo do cromossoma Y de Ötzi colocou-o num grupo que hoje domina no Sul da Córsega (Itália), mas há um problema com essa conclusão porque Ötzi tem cerca de 5 300 anos. Outras pessoas com ascendência estepe não apareceram no registro genético da Europa central até cerca de 4 900 anos atrás. O antigo genoma de 2012 estava fortemente contaminado com DNA de pessoas modernas, relataram os pesquisadores em 16 de agosto 2023 na Cell Genomics. A nova análise revela que a ascendência estepe desapareceu completamente.
A análise do DNA que ele tinha um elevado risco de sofrer de ateroscleros e intolerância à lactose. A presença de DNA da bactéria Borrelia burgdorferi em seu sangue, torna-o o mais antigo humano a sofrer da doença de Lyme (vulgarmente conhecida como febre da carraça). Além disso, a análise de seu conteúdo estomacal mostrou evidências de Helicobacter pylori, uma bactéria comum do sistema digestivo que pode causar gastrite grave e úlceras.
O novo genoma também revela que ele tinha calvície de padrão masculino e pele muito mais escura do que as representações artísticas sugerem. Os genes que conferem tons de pele claros não se tornaram predominantes até 4 000 a 3 000 anos atrás, quando os primeiros agricultores começaram a comer dietas à base de vegetais e não obtiveram tanta vitamina D de peixes e carnes quanto os caçadores-coletores.

## Causa morte
Primeiramente supôs-se que ele fosse um pastor levando seu rebanho para as montanhas e que foi surpreendido por uma tempestade de neve. Dada sua relativa alta idade, não teria resistido ao esforço e morrido.
No entanto, a análise de DNA revelou traços de sangue de quatro outros indivíduos nos seus equipamentos: um na sua faca, dois na mesma flecha e o último no seu casaco. Em julho de 2001, dez anos após a descoberta do corpo, uma tomografia axial computorizada revelou que Ötzi tinha o que parecia ser uma ponta de flecha no seu ombro, mais precisamente na omoplata, combinando com um pequeno furo no seu casaco. O cabo da flecha havia sido removido. Ele também tinha um profundo ferimento na palma da mão direita, que atingiu a carne, tendões e o osso.
Em 2007, uma equipe de pesquisadores italianos e suíços usou a tecnologia de raio-X para comprovar que a causa da morte foi uma lesão sofrida numa artéria próxima do ombro e provocada pela ponta de flecha que permanece até hoje cravada nas costas. Os mesmos cientistas concluíram que a morte de Ötzi foi imediata.
A partir de tais evidências e de exames das armas, o biólogo molecular Thomas Loy, da Universidade de Queensland, acredita que Ötzi e um ou dois companheiros fossem caçadores que participaram de uma luta contra um grupo rival. Em um certo momento, ele pode ter carregado (ou ter sido carregado por) um companheiro. Enfraquecido pela perda de sangue, Ötzi aparentemente largou seus equipamentos contra uma rocha, deitou-se e expirou.
Análises dos intestinos de Ötzi mostraram duas refeições, uma de carne de bode da montanha, a segunda de carne de veado, ambas consumidas com alguns cereais. Porém na segunda refeição mostra que esta foi consumida em uma floresta de coníferas a meia-altitude.

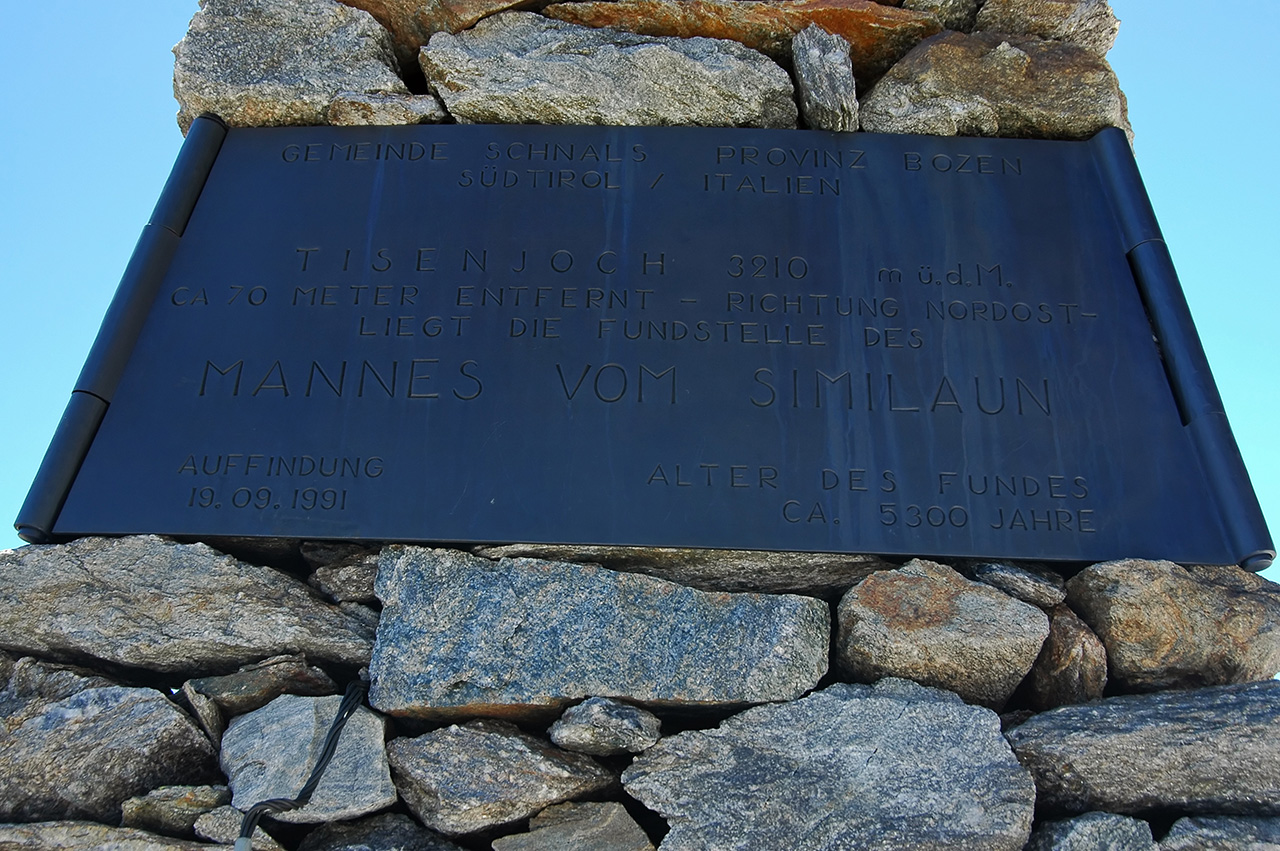
Inscrição no memorial.

Os resultados mais recentes da pesquisa apareceram em linha no Journal of Archaeological Science e foram publicados pela National Geographic.

## Superstição
Existe uma superstição que envolve Ötzi. Segundo a crença, acredita-se haver uma maldição ao redor da múmia quinquemilenar que estaria zangada com as pessoas que a perturbassem em seu descanso. Até agora 7 das pessoas que entraram em contato com o cadáver congelado tiveram acidentes estranhos que resultaram em morte. Entre elas encontram-se cientistas que estudaram o corpo e o próprio descobridor de Ötzi, Helmut Simon, que faleceu ironicamente em uma forte tempestade de neve e faleceu na mesma posição de Õtzi, enquanto passeava pela Áustria numa região a 100 km do local original.